# 顺化郡
顺化郡（越南语：／）是越南顺化市下辖的一个郡。

## 地理
顺化郡西北接广田县，西南接富春郡，东南接香水市社，东接富荣县，东北临南中国海。

## 历史
2024年11月30日，越南国会通过决议，自2025年1月1日起，承天顺化省改制为中央直辖市顺化市，原省辖顺化市分设为顺化郡和富春郡；邰阳社并入顺安坊，富杨社、富茂社和富清社合并为杨弩坊，水凭社改制为水凭坊，香丰社改制为香丰坊，顺化郡下辖安旧坊、安东坊、安西坊、杨弩坊、香丰坊、富会坊、富润坊、富上坊、坊德坊、福永坊、顺安坊、水凭坊、水瓢坊、水云坊、水春坊、长安坊、永宁坊、苇野坊、春富坊19坊。

## 行政区划
顺化郡下辖19坊，郡人民委员会位于春富坊。
- 安旧坊（Phường An Cựu）
- 安东坊（Phường An Đông）
- 安西坊（Phường An Tây）
- 杨弩坊（Phường Dương Nỗ）
- 香丰坊（Phường Hương Phong）
- 富会坊（Phường Phú Hội）
- 富润坊（Phường Phú Nhuận）
- 富上坊（Phường Phú Thượng）
- 福永坊（Phường Phước Vĩnh）
- 坊德坊（Phường Phường Đúc）
- 顺安坊（Phường Thuận An）
- 水凭坊（Phường Thuỷ Bằng）
- 水瓢坊（Phường Thuỷ Biều）
- 水云坊（Phường Thuỷ Vân）
- 水春坊（Phường Thuỷ Xuân）
- 长安坊（Phường Trường An）
- 永宁坊（Phường Vĩnh Ninh）
- 苇野坊（Phường Vỹ Dạ）
- 春富坊（Phường Xuân Phú）

## 交通
- 越南鐵路
  - 南北線：順化站